# Pegasus XL-2
Pegasus XL-2 – amerykański człon rakiet Pegasus XL i Minotaur 1, na stały materiał pędny.